# 企業と社会フォーラム
企業と社会フォーラム（きぎょうとしゃかいフォーラム）は日本の学会。

## 解説
2011年5月に現早稲田大学教授(当時一橋大学教授)の谷本寛治が設立。初代会長は谷本寛治、現会長は慶應義塾大学大学院経営管理研究科教授の岡田正大。
学会誌である『企業と社会シリーズ』は毎年9月に開催される年次大会のタイミングに合わせて千倉書房より刊行されている。